# Gianfranco Zappettini
Gianfranco Zappettini (Genova, 1939. június 16. –) olasz analitikus festőművész.

## Életpályája
Az olasz Gianfranco Zappettini az európai analitikus festészet egyik meghatározó alakja.
Művészetének fő problematikája – mely közel fél évszázada foglalkoztatja - a festészet
nyelvének újrafogalmazása.
Szülővárosában, a genovai Nicolo Barabino Művészeti Gimnáziumban, majd a Carrarai
Szépművészeti Akadémián tanult. Az 1960-as években került kapcsolatba külföldi – francia,
német, holland – művészekkel és ez segítette, hogy kellő rálátása legyen az akkori trendekre.
Nem választotta az analitikus irányzatot, mert az a pályája kezdetén még nem is létezett.
Zappettini a hetvenes évek első felében már azon művészek közé tartozott, akik a festészet
megújításával, a festészeti nyelv újjáépítésével és az absztrakció új alapjainak lerakásával
foglalkoztak. Küzdött, hogy életben tartsa a festészetet azokban az időkben, amikor sok alkotó
úgy gondolta, hogy ez már a múlt, amelyet az új művészeti forradalom el fog söpörni. Hitte,
hogy ez a hozzá hasonló fiatal művészek kötelessége. „A német kritikus és kurátor, Klaus Honnef professzor volt az első, aki leírta az analitikus művészet elveit és megnevezett néhány ilyen európai művészt – s magam is köztük voltam.”
Zappettini nem elsősorban festékkel alkotja műveit, hanem helyette színeket és az
építőiparból vett kellékeket, illetve olyan plasztik elemeket használ, amik szokatlanok a
festészetben - a neylontól a műanyag hálón át egészen a kvarcporig, márványig. Keresi az
interakciót minden olyan matéria között, amelyet a vásznon felhasznál, létrehozva egyfajta
statikus dinamikát, egyfajta tapintható feszültséget, amit a festéssel, a felhasznált anyagok
esszenciájával szabadít fel.
Korábban az ötleteit a környezetéből merítette, ma azonban művészete középpontjában
a szimbólumok állnak. „Ezek az emberiség kezdetétől napjainkig az egész történelmen átívelnek, ezek a legmagasabb rendű jelentéseket hordozzák, ám még mindig szinte ismeretlenek: ma is csak néhány ember tudja megmondani a szimbolikus jelentését a fehér színnek, a horizontális és vertikális vonalaknak vagy épp a körnek.”
Számos díj birtokosa, de saját bevallása szerint munkássága legnagyobb elismerésének azt
tartja, hogy nemcsak Itáliában, hanem olyan európai nagyvárosokban is voltak tárlatai, mint
London, Párizs, Amszterdam vagy Madrid.
A magyar nagyközönség 2015-ben a pécsi Janus Pannonius Múzeum - Múzeum Galériában láthatta műveit.

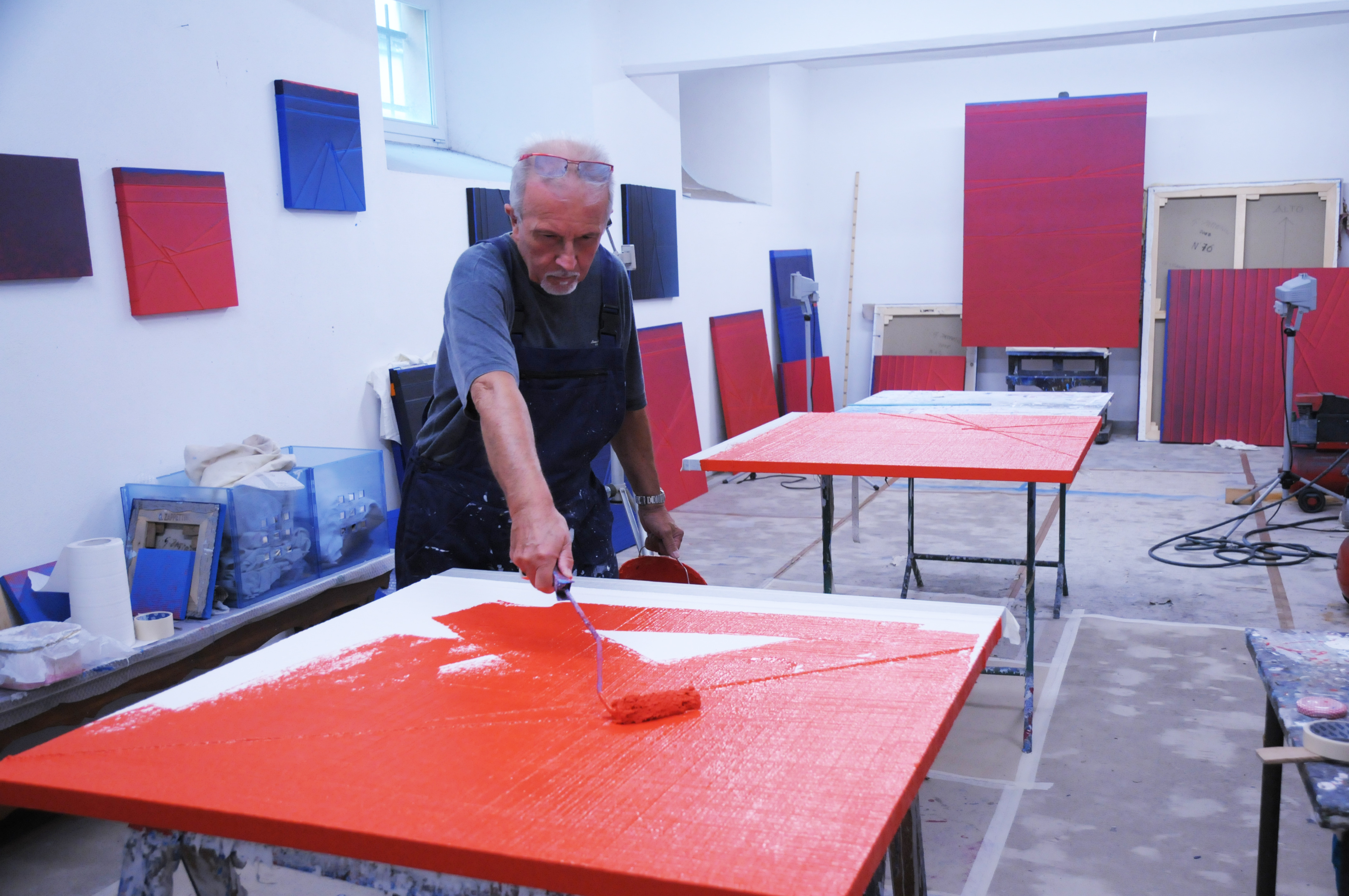
Zappettini a műtermében, Chiavari, 2010

Chiavariban él és alkot.